# 吉備ケーブルテレビ
株式会社吉備ケーブルテレビ（きびケーブルテレビ、KIBI cable tv co.,ltd.・略称：KBC、愛称：キビテレビ・キビ丸テレビ・にいみiチャンネル）は、岡山県高梁市に本社がある第三セクターのケーブルテレビ局である。

## 略歴・概要
前身は1970年に設立された株式会社マルフジ電器（マルフジでんき）で、その名の通り電器店であった。その後1996年にケーブルテレビ事業を開始し、2000年に社名を現社名へ変更。当初からの事業である電器店も継続し、家電量販店のデオデオとフランチャイズ契約を締結、2022年現在はゆめタウン高梁内のテナントとしてエディオンマルフジゆめタウン店として営業している。
高梁市に隣接する新見市が市内全戸を対象に光ファイバーで結ぶラストワンマイル事業の放送事業を担当し、2008年4月の放送事業開始後は従来の高梁市（旧高梁市・有漢町地区）・吉備中央町（旧賀陽町地区）に加えて、新見市全域と、同時にサービスを開始した吉備中央町（旧加茂川町地区）をサービスエリアに加えている。
これに関連して2008年1月に新見市でケーブルテレビ事業を行うACT新見放送と業務提携を行い、同年4月以降、ACT新見放送の加入者を吉備ケーブルテレビへ切り替え、完了次第ACT新見放送はケーブルテレビ事業を終了し吉備ケーブルテレビの新見市での保守・管理などを担当している。

## 事業所所在地
全て岡山県。
- 本社（愛称・キビ丸テレビ） - 高梁市落合町阿部1768-5
- 新見支局（愛称・にいみiチャンネル） - 新見市金谷610
- エディオンマルフジゆめタウン店 - 高梁市落合町阿部1700（ゆめタウン高梁 本館1F）

## サービスエリア
全て岡山県。
- 本社（愛称・キビ丸テレビ） - 高梁市（全域）、加賀郡吉備中央町
- 新見支局（愛称・にいみiチャンネル） - 新見市

## 歴史
- 1970年（昭和45年）5月 - 株式会社マルフジ電器設立。当初はその名の通り電器店であった。
- 1987年（昭和62年）7月 - 郵政省（現・総務省）より有線テレビジョン放送施設設置許可を受ける。
- 1996年（平成 8年）4月 - ケーブルテレビ事業を開始。KIBIケーブルテレビ（現・キビ丸テレビ）として開局。
- 2000年（平成12年）
  - 8月 - 現在の社名に変更。
  - 11月 - 高梁市が資本参加。第三セクター化及び増資を実施。
- 2001年（平成13年）5月 - 有漢町（現高梁市）・賀陽町（現吉備中央町）が資本参加。増資を実施。
- 2006年（平成18年）3月31日 - 高梁市（旧有漢町）全域でサービス提供のための整備が完了。
- 2007年（平成19年）3月31日 - 高梁市（旧高梁市）・吉備中央町（旧賀陽町）全域でサービス提供のための整備が完了。
- 2008年（平成20年）
  - 1月 - ACT新見放送と業務提携。
  - 3月 - 新見市とラストワンマイル事業契約を締結。
  - 4月 - 吉備中央町（旧加茂川町）全域・新見市全域でサービス提供開始。ACT新見放送の加入者を順次吉備ケーブルテレビへ切り替え。
  - 7月 - ACT新見放送の加入者の吉備ケーブルテレビへ切り替えが完了、新見市全域で本放送開始。ACT新見放送はケーブルテレビ事業を終了し、吉備ケーブルテレビの新見市での保守・管理など担当。
- 2010年（平成22年）4月 - 高梁市の情報化計画実施により、旧・成羽町・備中町・川上町地域がサービスエリアとなる。（出典『広報たかはし』2010年3月号）

## 主な放送チャンネル

### 地上波系列別再送信局
| NHK-G   | NHK-E   | NNN/NNS    | ANN          | JNN         | TXN            | FNN/FNS  | JAITS      |
| ------- | ------- | ---------- | ------------ | ----------- | -------------- | -------- | ---------- |
| NHK岡山 | NHK岡山 | 西日本放送 | 瀬戸内海放送 | RSK山陽放送 | テレビせとうち | 岡山放送 | サンテレビ |

### テレビ局
| デジタル    | 放送局                                                                           |
| ----------- | -------------------------------------------------------------------------------- |
| 1           | NHK岡山総合                                                                      |
| 2           | NHK岡山教育                                                                      |
| 3           | サンテレビ                                                                       |
| 4           | 西日本放送                                                                       |
| 5           | 瀬戸内海放送                                                                     |
| 6           | RSK山陽放送                                                                      |
| 7           | テレビせとうち                                                                   |
| 8           | 岡山放送                                                                         |
| 121         | キビテレビ（高梁市・吉備中央町） にいみiチャンネル・新見市民チャンネル（新見市） |
| 122         | 高梁市行政チャンネル（高梁市・吉備中央町）                                       |
| 121         | 新見市行政チャンネル（新見市）                                                   |
| 2K BS放送   |                                                                                  |
| 101         | NHK BS （アナログは高梁市・吉備中央町のみ）                                      |
| 141         | BS日テレ                                                                         |
| 151         | BS朝日                                                                           |
| 161         | BS-TBS                                                                           |
| 171         | BSテレ東                                                                         |
| 181         | BSフジ                                                                           |
| 191         | WOWOW                                                                            |
| 200         | BS10                                                                             |
| 201         | BS10スターチャンネル                                                             |
| 211         | BS11デジタル                                                                     |
| 222         | TwellV                                                                           |
| 231         | 放送大学テレビ                                                                   |
| 260         | J:COM BS                                                                         |
| 265         | BSよしもと                                                                       |
| 4K8K BS放送 |                                                                                  |
| 101         | NHK BSプレミアム4K                                                               |
| 102         | NHK BS8K                                                                         |
| 141         | BS日テレ 4K                                                                      |
| 151         | BS朝日 4K                                                                        |
| 161         | BS-TBS 4K                                                                        |
| 171         | BSテレ東 4K                                                                      |
| 181         | BSフジ 4K                                                                        |
| 211         | ショップチャンネル 4K                                                            |
| 221         | 4K QVC                                                                           |
| CS放送      |                                                                                  |
| 700         | えんてれ                                                                         |
| 721         | フジテレビTWO                                                                    |
| 725         | LaLa TV                                                                          |
| 726         | ディズニー・チャンネル                                                           |
| 727         | ディズニー・ジュニア                                                             |
| 730         | J sports 3                                                                       |
| 731         | J sports 1                                                                       |
| 732         | J sports 2                                                                       |
| 734         | スカイA                                                                          |
| 735         | GAORA SPORTS                                                                     |
| 736         | 日テレジータス                                                                   |
| 737         | ゴルフネットワーク                                                               |
| 739         | フジテレビONE                                                                    |
| 751         | ファミリー劇場                                                                   |
| 752         | 日本映画専門チャンネル                                                           |
| 753         | 時代劇専門チャンネル                                                             |
| 755         | スーパー!ドラマTV                                                                |
| 756         | ムービープラス                                                                   |
| 763         | 衛星劇場                                                                         |
| 764         | 東映チャンネル                                                                   |
| 770         | スペースシャワーTV                                                               |
| 772         | MTV                                                                              |
| 773         | MUSIC ON! TV                                                                     |
| 781         | キッズステーション                                                               |
| 782         | アニマックス                                                                     |
| 790         | 日経CNBC                                                                         |
| 792         | CNNj                                                                             |
| 793         | 日テレNEWS24                                                                     |
| 795         | テレ朝チャンネル２                                                               |
| 796         | ディスカバリーチャンネル                                                         |
| 810         | グリーンチャンネル                                                               |
| 811         | グリーンチャンネル2                                                              |
| 812         | SPEEDチャンネル                                                                  |
| 950         | プレイボーイチャンネル                                                           |
| 951         | レインボーチャンネル                                                             |
| 952         | ミッドナイトブルー                                                               |
| 953         | パラダイステレビ                                                                 |
| 954         | ピンクチェリー                                                                   |
|             | e-天気.net                                                                       |
|             | 吉備中央町行政チャンネル （高梁市・吉備中央町）                                  |
|             | 岡山県ケーブルテレビ振興協議会                                                   |

デジタル放送はJC-HITSを使用している。

### ラジオ局
| MHz  | 放送局       |
| ---- | ------------ |
| 76.8 | FM岡山       |
| 77.1 | HFM          |
| 78.6 | FM香川       |
| 80.2 | FM802        |
| 81.3 | JOEU-FM      |
| 81.9 | Kiss FM KOBE |
| 82.7 | NHK岡山FM    |
| 85.1 | FM大阪       |

## 電話サービス
- キビIPフォン by MEON 
  - 西日本電信電話中国事業本部が提供するIP電話。NTTコミュニケーションズのVoIP基盤網で提供するIP電話サービスにおいて無料通話ができる。

## 関連会社
- 備中高梁まちづくり研究所